# Frieda Loebenstein

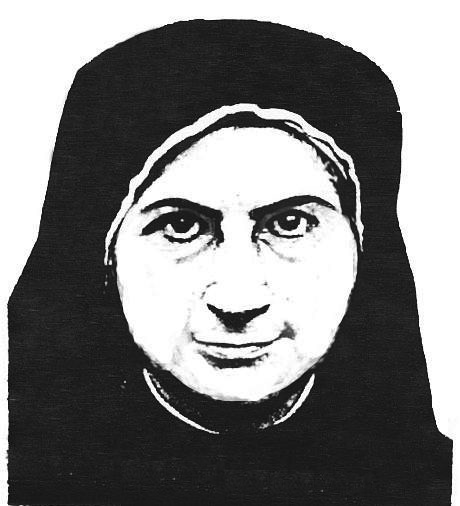
Irma Paula Loebenstein (foto de passaporte 1940)

Maria Frieda Loebenstein , depois de 1940 Irmã Paula Loebenstein O.S.B. (nascida em 16 de maio de 1888 em Hildesheim, falecida em 6 de maio de 1968 em São Paulo, Brasil) foi uma professora de música teuto-brasileira.

## Vida
Maria Frieda Loebenstein era filha de Sofie e Lehmann Löbenstein. Sua irmã mais velha era a matemática Klara Löbenstein. Ela se formou na Escola Municipal Superior para Meninas em Hildesheim em 1904 e adquiriu sua formação musical e de educação musical em institutos particulares. Ela estudou o método Tonikado-Bundes desenvolvido por Agnes Hundoegger no seminário de canto escolar da Associação Tonikado em Hanôver, que na época representou uma "revolução na educação musical". Loebenstein foi uma das primeiras alunas desta escola. Ela começou a tocar piano quando criança e já dava aulas de piano aos 13 anos. Em 1912, ela começou a estudar música no Conservatório Stern de Berlim, com especialização em piano e concentração em teoria e coral. Em 1921, ela se tornou professora de treinamento auditivo lá. Em 1926, ela foi nomeada professora de pedagogia do piano na Universidade Acadêmica Estadual de Música de Berlim. Lá, ela também ensinou música gratuitamente para crianças de 5 a 13 anos de origem pobre durante um ano.
Em 1º de março de 1933, ela foi demitida por causa de suas origens judaicas. Ela então lecionou em particular. Também em 1933, ela decidiu se converter à Igreja Católica. Ela entrou nas Irmãs de São João de Berlim como noviça. Durante esse tempo, ela mergulhou prática e teoricamente no canto gregoriano, sobre o qual publicou um livro em 1936.
Com a ajuda das Irmãs de São João e do Ordinariato de Berlim, conseguiu emigrar para São Paulo, Brasil, em 1939. Lá, ingressou na comunidade beneditina da Abadia de Santa Maria em agosto de 1939. Após sua investidura ou profissão religiosa em 1941, recebeu o nome religioso de Irmã Paula. Mais tarde, fundou uma escola de música onde combinou e ensinou o método do dó tônico com a solmização de Guido de Arezzo — um sistema de sinais musicais de mão semelhante ao método do dó tônico.
Em São Paulo, onde faleceu, uma rua, Rua Irmã Paula Loebenstein, recebeu seu nome.

## Recepção

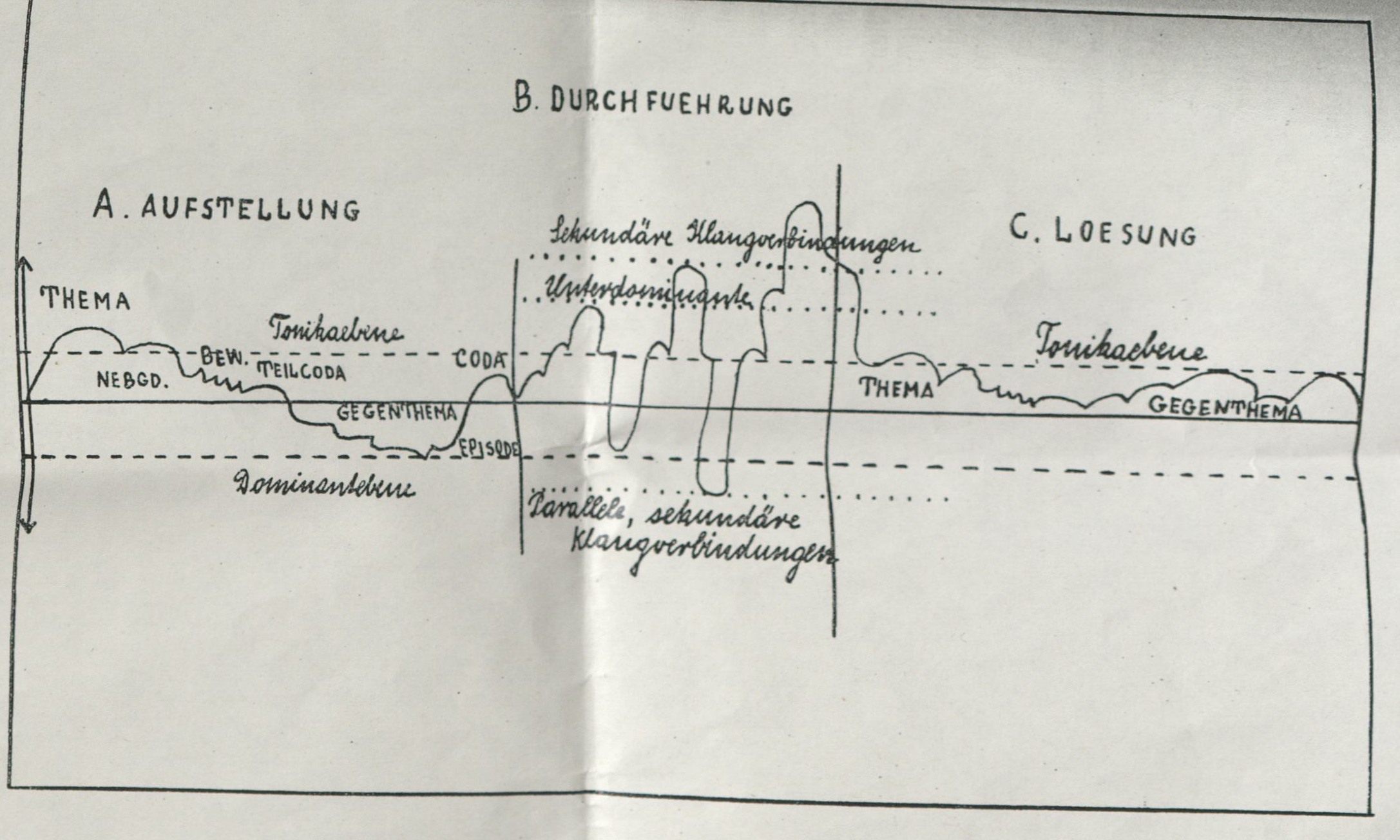

Frieda Loebenstein foi mencionada na enciclopédia musical Die Musik in Geschichte und Gegenwart I não apenas no contexto do movimento de escolas de música para jovens, mas também como autora de uma série sobre educação musical iniciada por Leo Kestenberg. Em Musik in Geschichte und Gegenwart II, ela é creditada como uma educadora musical estudiosa e brilhantemente inspiradora na Escola Kestenberg. O diretor de canto estadual Alfred Stier e Elisabeth Noack já haviam elogiado seu piano, coral e técnicas de respiração; além disso, ela havia ensaiado canções e cânones para participantes avançados em grupos de estudo selecionados (1 a 4 de outubro de 1932, a convite da Associação de Músicos e Professores de Música de Hanôver); assim, ela tem sido associada, desde então, na história da educação musical, a um "uso aprimorado de sinais de mão"  .
O princípio pedagógico de "instrução abrangente" de Hans Mersmann transmitia isso conceitualmente como uma combinação necessária de teoria da harmonia e treinamento auditivo rítmico. Era uma metodologia de ensaio genuína que ajudava a compreender os aspectos processuais da obra por meio de relações intervalares isoladas, independentemente de a música ser tonal ou atonal. Marie-Therese Schmücker adicionou representações gráficas dos processos musicais energéticos à Angewandte Musikästhetik de Hans Mersmann (Berlim, 1926).
Francisco Curt Lange, considerado o fundador da especialização em musicologia, cujas cátedras foram estabelecidas na América do Sul em 1955, explicou que havia difundido e defendido o método revolucionário de Frieda Loebenstein, de oração incansável e canto de melodias gregorianas, por toda a América Latina. Ele se inspirou a fazê-lo ao ler o ensaio de Frieda Loebenstein sobre o treinamento de noviços na revista mensal beneditina. Outros educadores musicais na Alemanha, como Fritz Jöde e Willy Träder, também perceberam "visões pedagogicamente relacionadas" e se manifestaram positivamente em relação ao método dela.

## Literatura
- Christina Prauss: Vom Untergang bürgerlicher Lebenswelten – Der Kaufhausgründer Lehmann Löbenstein aus Datterode und seine Kinder. In: Eschweger Geschichtsblätter, Bd. 23, 2012, S. 59–84.
- Christina Prauss: Sr. Maria Paula (Frieda) Loebenstein OSB (1888–1968), ihre Schwestern und die Liebe zur Liturgie. In: Jahrbuch für Geschichte und Kunst im Bistum Hildesheim 84/85, 2016/17, S. 261–283.
- Eva Erben: »Den Himmel berühren« – Die Musikpädagogin Frieda Loebenstein (1888–1968), Wißner-Verlag Augsburg 2021, ISBN 978-3-95786-260-0 (Buch, 386 S.).
- Eva Erben: Der erste Klavierunterricht. Frieda Loebensteins Lehrwerk als Anregung für einen gelungenen Start im Anfangsunterricht Klavier in: Üben und Musizieren, Schott-Verlag Mainz, Heft 1, 2016, S. 41–43. Artikel als pdf
- Walter Heise: Frieda Loebenstein, eine Spurensuche in: Hartmuth Kinzler (Hrsg.) Musik und Leben (Freundesgabe für Sabine Giesbrecht zur Emeritierung). Schriftenreihe des FB 3, Erziehungs- u. Kulturwissenschaften, Bd. 18, Osnabrück 2003, ISBN 978-3-923486-26-7 (Buch, 435 S.).

## Escritos
Seus escritos pedagógicos para piano foram reimpressos várias vezes até hoje (ver DNB)
- 1927: Der erste Klavierunterricht. Ein Lehrgang zur Erschließung des Musikalischen im Anfangsklavierunterricht. Christian Friedrich Vieweg, Berlin-Lichterfelde. 2. Auflage 1928. Ausgabe A für Lehrer, Ausgabe B: für Schüler.
- 1929: Musikalische Erziehung durch das Klavier. Aufsatz in Melos 1929
- 1930: Die Neue Musik in der Musikerziehung des Kindes. Aufsatz in Melos 1930
- 1932: Das Klavier im Spiel der Kleinsten. Nachdruck 1960
- 1936: Der Gregorianische Choral in Wesen und Ausführung. In Zusammenarbeit mit dem Benediktiner und Schüler Paul Hindemiths Corbinian Gindele